# 토리 윌슨
토리 앤 윌슨(Torrie Anne Wilson, 1975년 7월 24일 ~ )는 미국의 전직 여자 프로레슬링선수다. 잡지 플레이보이의 표지를 2003년, 2004년 두 차례에 걸쳐 장식한 바 있다. 2011년 9월부터 뉴욕 양키스의 선수 앨릭스 로드리게스와 교제하고 있다. 키는 175cm 몸무게는 60kg이다. WWE 자체 스맥다운 디비전 미인 경연 대회에서 마리아 카넬리스, 멜리나 페레즈를 제치고 1위를 차지한 바 있으며, 피니쉬 기술은 노즈 잡(싯 아웃 페이스 버스터)과 스윙 넥 브레이커, 토리네이도 DDT가 있다.